# Balsorano
Balsorano (im lokalen Dialekt: Balz'rana) ist eine italienische Gemeinde (comune) mit 3253 Einwohnern (Stand 31. Dezember 2023) in der Provinz L’Aquila in den Abruzzen. Die Gemeinde liegt etwa 62,5 Kilometer südsüdöstlich von L’Aquila am Liri und ist Teil der Comunità montana Valle Roveto. Balsorano grenzt unmittelbar an die Provinz Frosinone.

## Geschichte
Der Ursprung der Gemeinde liegt in der Gründung des Hauptortes im 10. Jahrhundert. Die eigentliche Gemeinde wurde erst 1809 geschaffen. 1915 wurde die Gemeinde durch das Erdbeben von Avezzano schwer beschädigt. In Mitleidenschaft wurde auch das Castello Piccolomini aus dem 15. Jahrhundert gezogen.

## Weinbau
In der Gemeinde werden Reben der Sorte Montepulciano für den DOC-Wein Montepulciano d’Abruzzo angebaut.

## Verkehr
Durch die Gemeinde führt die Strada Statale 690 Avezzano-Sora von nördlich Avezzano nach Sora. Im Hauptort und im Ortsteil Ridotti-Collepiano befinden sich Bahnhöfe an der Bahnstrecke Avezzano nach Roccasecca.